# Yelena Bóvina
Yelena Olégovna Bóvina (en ruso: Елена Олеговна Бо́вина; nacida el 10 de marzo de 1983 en Moscú, Rusia) es una tenista profesional. El 4 de abril de 2005 alcanzó su mejor ubicación en el ranking femenino de la WTA, al llegar al puesto n.º 14.
En junio de 2005, Bóvina tuvo una lesión en su hombro derecho, situación que la forzó a retirarse del torneo de Wimbledon y de los demás torneos de verano. Había programado regresar para el torneo de New Haven, donde era la campeona defensora, pero su lesión de hombro se reagravó, viéndose forzada a retirarse de todos los torneos hasta fines de año. Como resultado de ello ha caído hasta el n.º 63 del escalafón, su peor ubicación desde 2001.
Se ha coronado campeona en tres torneos individuales y en cinco de dobles. En 2004 ganó los dobles mixtos del Abierto de Australia.

## Torneos de Grand Slam

### Dobles mixto
| Año  | Campeonato           | Pareja         | Rivales                          | Marcador    |
| 2004 | Abierto de Australia | Nenad Zimonjić | Martina Navratilova Leander Paes | 6-1, 7-6(3) |

## Título de la WTA

### Finales en Individuales (6)
| Leyenda (Ganador/Perdidos) |
| Grand Slam (0)             |
| WTA Championships (0)      |
| Tier I (0/0)               |
| Tier II (1/1)              |
| Tier III (2/1)             |
| Tier IV & V (0/1)          |

| Resultado | N.º | Fecha                   | Torneo                    | Superficie    | Oponente en la final    | Marcador en la final |
| Finalista | 1.  | 7 de abril de 2001      | Estoril, Portugal         | Tierra batida | Ángeles Montolio        | 3–6 6–3 6–2          |
| Ganadora  | 2.  | 12 de mayo de 2002      | Varsovia, Poland          | Tierra batida | Henrieta Nagyova        | 6–3 6–1              |
| Ganadora  | 3.  | 22 de setiembre de 2002 | Quebec City, Canadá       | Dura          | Marie-Gayanay Mikaelian | 6–3 6–4              |
| Ganadora  | 4.  | 28 de agosto de 2004    | New Haven, Estados Unidos | Dura          | Nathalie Dechy          | 6–2 2–6 7–5          |
| Finalista | 5.  | 3 de octubre de 2004    | Hasselt, Bélgica          | Carpeta       | Yelena Deméntieva       | 6–0 0–6 6–4          |
| Finalista | 6.  | 31 de octubre de 2004   | Linz, Austria             | Dura          | Amélie Mauresmo         | 6–2 6–0              |

### Títulos en Individuales de la ITF (8)
| N.º | Fecha                 | Torneo                  | Superficie | Oponente en la final | Marcador       |
| 1.  | 31 de mayo de 1998    | El Paso, Estados Unidos | Dura       | Diana Ospina         | 3–6 7–6 7–6    |
| 2.  | 6 de febrero de 2000  | Jersey, Islas del Canal | Dura       | Helen Reesby         | 6–2 6–3        |
| 3.  | 13 de febrero de 2000 | Birmingham, Reino Unido | Dura       | Anna Zaporozhanova   | 6–1 6–2        |
| 4.  | 20 de febrero de 2000 | Redbridge, Reino Unido  | Dura       | Julie Pullin         | 2–6 6–0 6–1    |
| 5.  | 17 de agosto de 2008  | Bronx, Estados Unidos   | Dura       | Anna-Lena Grönefeld  | 6–3 7–5        |
| 6.  | 16 de marzo de 2009   | Tenerife, España        | Dura       | Rebecca Marino       | 6–2 6–4        |
| 7.  | 7 de febrero de 2010  | Belfort, Francia        | Carpeta    | Romina Oprandi       | 7–6(3) 5–7 6–4 |
| 8.  | 9 de agosto de 2010   | Tallin, Estonia         | Dura       | Anne Keothavong      | 6–4 4–1 Ret.   |

## Dobles (5/3)
| Leyenda               |
| --------------------- |
| Grand Slam (0)        |
| WTA Championships (0) |
| Tier I (2/0)          |
| Tier II (0/1)         |
| Tier III (1/1)        |
| Tier IV & V (2/1)     |

| Resultado | N.º | Fecha                 | Torneo                      | Superficie    | Pareja             | Oponentes en la final              | Marcador en la final |
| Ganador   | 1.  | 21 de octubre de 2001 | Bratislava, Eslovaquia      | Dura          | Dája Bedáňová      | Nathalie Dechy Meilen Tu           | 6–3 6–4              |
| Ganadora  | 2.  | 28 de octubre de 2001 | Luxemburgo, Luxemburgo      | Dura          | Daniela Hantuchová | Bianka Lamade Patty Schnyder       | 6–3 6–3              |
| Ganadora  | 3.  | 14 de abril de 2002   | Estoril, Portugal           | Tierra batida | Zsófia Gubacsi     | Barbara Rittner María Vento-Kabchi | 6–3 6–1              |
| Finalista | 1.  | 21 de abril de 2002   | Budapest, Hungría           | Tierra batida | Zsófia Gubacsi     | Katrin Barclay Émilie Loit         | 4–6 6–3 6–3          |
| Finalista | 2.  | 5 de mayo de 2002     | Bol, Croacia                | Clay          | Henrieta Nagyova   | Tathiana Garbin Angelique Widjaja  | 7–5 3–6 6–4          |
| Ganadora  | 4.  | 20 de octubre de 2002 | Zúrich, Suiza               | Carpeta       | Justine Henin      | Jelena Dokić Nadia Petrova         | 6–2 7–6(2)           |
| Ganadora  | 5.  | 2 de febrero de 2003  | Tokio, Japón                | Carpeta       | Rennae Stubbs      | Lisa Raymond Lindsay Davenport     | 6–3 6–4              |
| Finalista | 3.  | 10 de agosto de 2003  | Los Ángeles, Estados Unidos | Hard          | Els Callens        | Mary Pierce Rennae Stubbs          | 6–3 6–3              |